# Wenzel Anton von Kaunitz-Rietberg

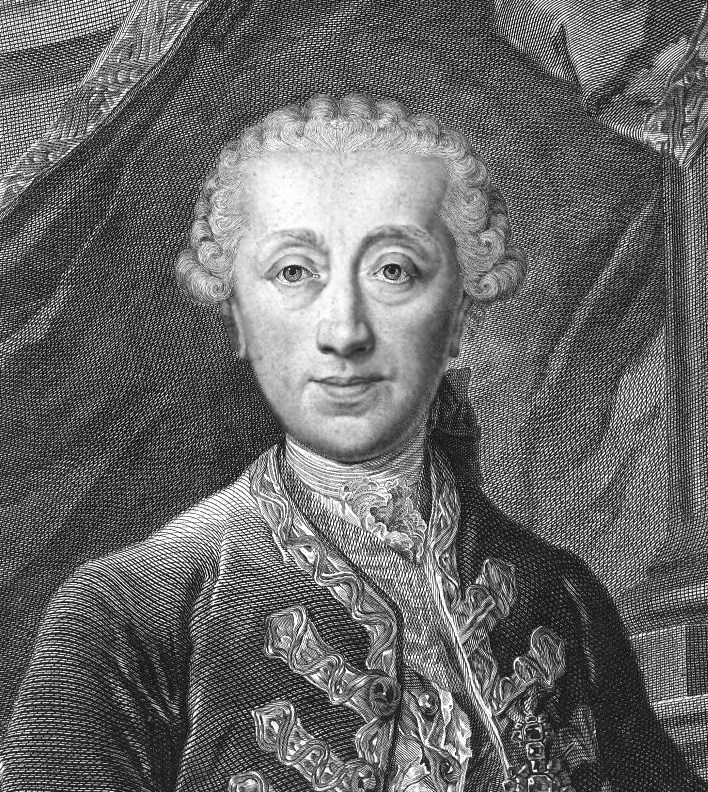
Wenzel Anton Graf Kaunitz.

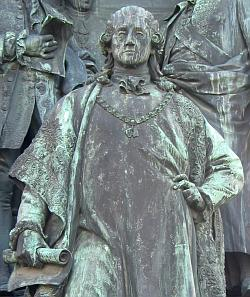
Estatua de Wenzel Anton Graf Kaunitz.

Wenzel Anton von Kaunitz-Rietberg, conde y príncipe de Kaunitz (Viena, 2 de febrero de 1711-27 de junio de 1794), fue un estadista austríaco. 
Fue canciller de Estado durante los reinados de María Teresa I y José II. Mantuvo una política hostil frente a Prusia, firmando una alianza con Francia en 1756 (conocida como la Revolución diplomática), que se ratificaría con el matrimonio entre la archiduquesa María Antonieta y el Delfín Luis de Francia. Estuvo detrás de las decisiones adoptadas por Austria en relación con la Guerra de los Siete Años (1756-1763). Inspiró las políticas de reforma que emprendió María Teresa. Con la subida al trono de José II, perdió influencia pero prestó un destacado apoyo a la política que se centró en subordinar la Iglesia austriaca al Estado, conocido como Josefinismo.
Una de sus acciones dentro de la política de impulso del Josefinismo fue la preparación del recibimiento del Papa Pío VI en Viena en 1782, tratándolo de manera descortés e incluso prohibiendo que cualquier clérigo del Imperio austriaco pudiera ir a Viena en los días de la visita papal, y la recomendación al emperador de no realizar ninguna concesión en materia religiosa.
- Datos: Q279924
- Multimedia: Wenzel Anton, Prince of Kaunitz-Rietberg / Q279924